# Serixia nigricornis
Serixia nigricornis là một loài bọ cánh cứng trong họ Cerambycidae.